# Gherța Mică
Gherța Mică – wieś w Rumunii, w okręgu Satu Mare, w gminie Gherța Mică. W 2011 roku liczyła 3412 mieszkańców. 